# Pero de Cehegín
Pero de Cehegín es una  variedad cultivar de manzano (Malus domestica) Esta manzana es originaria de la Región de Murcia cultivada tradicionalmente en Cehegín y Mula. Se está cultivando en el vivero de ANSE "Asociación de Naturalistas del Sureste", donde cultivan variedades frutícolas y hortícolas de la herencia para su conservación y recuperación de su cultivo.

## Sinónimos
- “Pero de Alcuza“ llamado así por su forma similar a los recipientes que se utilizaban para guardar el aceite alcuza, ha sido durante muchos años el emblema de la localidad de Cehegín.[3]
- "Pero de Invierno".

## Historia
No se sabe con exactitud cuándo llegó el pero a Cehegín. Se cree que fue en época visigoda.
Los árabes, indudablemente, expandieron el cultivo de los peros en Cehegín por sus características, debido al carácter medicinal que tienen, aparte de la creencia de que al comer el fruto se abría el apetito sexual.
Pero de Cehegín o de Alcuza que, si bien en los últimos años prácticamente se había extinguido, gracias al trabajo del Ayuntamiento de Cehegín y del IMIDA ("Instituto Murciano de Investigación y Desarrollo Agrario y Alimentario") este proceso se ha revertido, ya que se están desarrollando nuevos cultivos para que esta variedad tan jugosa y dulce de fruta adquiera un lugar destacado por singularidad y calidad.
También está cultivando en la Región de Murcia en el vivero de ANSE "Asociación de Naturalistas del Sureste", donde cultivan variedades frutícolas y hortícolas de la herencia para su conservación y recuperación de su cultivo.

## Características
El manzano de la variedad 'Pero de Cehegín' tiene un vigor elevado. En la actualidad todavía existen ejemplares de más de 80 años de antigüedad, siendo un árbol de crecimiento lento, gran porte, poco precoz (tarda varios años en producir el fruto) y muy vigoroso.
Época de inicio de floración (promedio periodo 2005-2009): Intermedio-tardía (principios de la tercera decena de abril).
La variedad de manzana 'Pero de Cehegín' tiene un fruto de tamaño de mediano a grande con peso promedio de 180 gramos.
Forma variable, predominando la redondeada, con una altura de 8 centímetros aproximadamente y un diámetro medio de un máximo de 7,7 cm, conformándose una fruta de tamaño medio, forma oblonga, es decir, es más largo que ancho, y color amarillo verdoso en el momento de la recolección.
Cavidad del pedúnculo: Amplia y medianamente profunda. Bordes levemente ondulados. Fondo limpio o tomentoso, aisladamente aparece alguno con suave chapa ruginosa.
Pedúnculo mediano o largo y delgado. Una de las particularidades que destaca en su fisonomía es un encorchamiento de la piel o 'russeting' que se forma en la zona peduncular, es decir, en la parte de arriba del pero, extendiéndose hacia la mitad del fruto hasta ocupar una extensión comprendida entre el 12 y el 25% de la superficie total.
Color de la epidermis cuando verdes color verde, cuando madura con color de fondo amarillo crema con sobre color manchas irregulares marrón claro ligeramente tostado, con lenticelas marcadas y textura cerosa en la superficie.
Carne blanco-crema. Tiene la piel muy consistente. Sabor agridulce cuando madura, cuando más verde con una pequeña acidez. Muy aromática y medianamente jugosa, fresco dulzor fragante y peculiar aroma.
Se cogen en septiembre aún verdes y aguantan todo el invierno frescas. Si se dejan en el árbol maduran para todos los santos el 1 de noviembre. Este fruto de invierno posee características diferenciadas en cuanto a aromas y sabores, que lo distinguen de otras manzanas de calidad.